# Ligue de Picardie de football
 (novembre 2016).
Si vous disposez d'ouvrages ou d'articles de référence ou si vous connaissez des sites web de qualité traitant du thème abordé ici, merci de compléter l'article en donnant les références utiles à sa vérifiabilité et en les liant à la section « Notes et références ».
La Ligue de Picardie de football est un organe fédéral dépendant de la Fédération française de football créé en 1967 et chargé d'organiser les compétitions de football au niveau de la Picardie.
Créée en 1967 par une directive du Ministère de la Jeunesse et des Sports, la LPF regroupe alors l'ensemble des clubs des trois départements de Picardie, qui étaient auparavant divisés entre la Ligue du Nord (Somme) et la Ligue du Nord-Est (Aisne et Oise).
La LPF qui a son siège à Amiens, compte actuellement trois districts calqués sur les départements de l’Aisne, de l’Oise et de la Somme. Le président de la Ligue est Michel Gendre depuis le 27 octobre 2012.
La principale compétition organisée par la Ligue est le championnat de Division Honneur de Picardie qui donne le droit à son vainqueur de participer au championnat de France amateur 2. La Ligue s'occupe également d'organiser les 6 premiers tours de la Coupe de France de football et de gérer le football féminin régional.
En 2016, dans le cadre de la loi NOTRe (Réforme territoriale), la Ligue de Picardie de football et la Ligue du Nord Pas-de-Calais de Football fusionnent , pour devenir la Ligue de football des Hauts-de-France.

## Histoire
Le 10 janvier 1967, la FFF créée deux nouvelles Ligues, la Ligue de Picardie et la Ligue atlantique. Le district de la Somme participait auparavant à la Ligue du Nord alors que les deux autres districts participaient à la Ligue du Nord-Est.

## Palmarès

### Palmarès national des clubs de la Ligue
Aucun club de la ligue n'a remporté de compétition majeure en France.
Domination en Ligue de Picardie depuis 1967
- Depuis 1967 : Club le mieux classé en division nationale.

### Palmarès régional
| Saison | Division d'Honneur           | Coupe de Picardie           | Division d'Honneur Féminine |
| ------ | ---------------------------- | --------------------------- | --------------------------- |
| 1968   | AS Beauvais                  | non organisée               | -                           |
| 1969   | AS Creil                     | non organisée               | -                           |
| 1970   | AS Beauvais                  | non organisée               | -                           |
| 1971   | US Chantilly                 | non organisée               | -                           |
| 1972   | SC Noyon                     | non organisée               | -                           |
| 1973   | Olympique Saint-Quentin      | non organisée               | -                           |
| 1974   | AS Beauvais                  | non organisée               | -                           |
| 1975   | AS Creil                     | AS Creil                    | -                           |
| 1976   | Amiens SC rés.               | AS Creil                    | -                           |
| 1977   | US Breteuil                  | Amiens SC                   | -                           |
| 1978   | Amiens SC rés.               | SC Abbeville                | -                           |
| 1979   | RC Soissons                  | non organisé                | -                           |
| 1980   | Stade Compiègnois            | Amiens SC                   | -                           |
| 1981   | US Friville-Escarbotin       | Amiens SC                   | -                           |
| 1982   | AS Beaurevoir                | non organisé                | -                           |
| 1983   | Amiens SC rés.               | Olympique Saint-Quentin     | -                           |
| 1984   | SC Abbeville rés.            | Olympique Saint-Quentin     | -                           |
| 1985   | AC Longpré                   | US Chevrières               | -                           |
| 1986   | US Laon                      | US Friville-Escarbotin      | -                           |
| 1987   | AS Beauvais rés.             | Olympique Saint-Quentin     | -                           |
| 1988   | US Chantilly                 | Amiens SC                   | -                           |
| 1989   | SC Abbeville rés.            | SC Abbeville                | -                           |
| 1990   | US Friville-Escarbotin       | Amiens SC                   | -                           |
| 1991   | Olympique Saint-Quentin rés. | Amiens SC                   | -                           |
| 1992   | CS Château-Thierry           | CS Château-Thierry          | -                           |
| 1993   | Amiens SC rés.               | CS Château-Thierry          | -                           |
| 1994   | USM Senlis                   | USM Senlis                  | -                           |
| 1995   | Amiens SC rés.               | SC Abbeville                | -                           |
| 1996   | SC Abbeville                 | AS Beauvais                 | -                           |
| 1997   | US Laon                      | non organisée               | -                           |
| 1998   | FC Creil                     | Olympique Saint-Quentin     | -                           |
| 1999   | CAFC Péronne                 | SC St Just en Chaussée      | -                           |
| 2000   | US Chantilly                 | SC Abbeville                | -                           |
| 2001   | US Roye                      | AFC Compiègne               | -                           |
| 2002   | AS Beauvais rés.             | Amiens SC rés.              | -                           |
| 2003   | AFC Compiègne                | AFC Compiègne               | -                           |
| 2004   | AC Amiens                    | US Laon                     | -                           |
| 2005   | US Chantilly                 | Amiens SC rés.              | -                           |
| 2006   | US Laon                      | SC Abbeville                | -                           |
| 2007   | US Chantilly                 | AC Amiens                   | -                           |
| 2008   | US Chauny                    | AS Beauvais Oise rés.       | -                           |
| 2009   | AS Beauvais Oise rés.        | CS Villeneuve-Saint-Germain | -                           |
| 2010   | FC Chambly-Thelle            | non organisée               | -                           |
| 2011   | AS Fresnoy-le-Grand          | Amiens SC rés.              | -                           |
| 2012   | US Ailly-sur-Somme Samara    | AS Fresnoy-le-Grand         | AS Saint-Quentin            |
| 2013   | Olympique Saint-Quentin      | non organisée               | AS Saint-Quentin            |
| 2014   | US Choisy-Au-Bac             | US Chauny                   | US Estrées-Saint-Denis      |
| 2015   | US Ailly-sur-Somme           | Amiens SC rés.              |                             |
| 2016   | AC Amiens rés.               | US Guignicourt              |                             |
| 2017   | FC Chambly-Thelle rés.       | AS Beauvais Oise rés.       |                             |

En gras : Les équipes ayant fait le doublé Championnat de Picardie-Coupe de Picardie